# Marcus Claudius Marcellus (Kr. e. 102)
Marcus Claudius Marcellus, római katonatiszt, politikus. Rokonságáról semmit sem tudunk, nem tisztázott, hogy milyen kapcsolat fűzte a többi Claudius Marcellushoz. Az a családnevéből nyilvánvaló, hogy ő is a plebeius Claudiusok közé tartozott.
Először Kr. e. 102-ben Marius tisztje volt, és fontos szerepet játszott az Aquae Sextiae-nél (Aix-en-Provence) kivívott, teutonok elleni győzelemben. Kr. e. 90-ben Lucius Julius Caesar alatt harcolt az itáliai szövetségesháborúban. Vettius Cato consul veresége után bevette magát Aesernia samniumi városába, amit sokáig tartott a lázadók ellen, de végül kénytelen volt feladni készletek híján. Cicero, hogy a többi Marcus Claudius Marcellustól megkülönböztesse, Aeserninus apjának nevezi. A cognomen kétségtelenül a fent említett város nevéből származik, de hogy pontosan milyen módon, az nem ismeretes.
Nagy valószínűséggel azonos azzal a Marcus Marcellusszal, aki Kr. e. 81-ben részt vett Publius Quintius perében. Lucius Licinius Crassus szónokkal Cicero szerint halálos kimenetelű viszálya volt. Ő maga is kiemelkedő orátor volt.